# Титульный лист
Ти́тульный лист, ти́тул (лат. titulus — «надпись, заглавие») — одна из первых страниц книги, предваряющая текст произведения. На титульном листе размещаются основные выходные сведения: имя автора, название книги, место издания, название издательства, год издания. Иногда на титульный лист выносят дополнительные сведения: имена лиц, принимавших участие в издании (ответственный редактор, переводчик и т. д.), наименование учреждения, утвердившего книгу в качестве учебника, учебного пособия и т. д.
Место титульного листа в композиции книжного оформления соответствует музыкальной прелюдии. Помимо вступительной и эстетической функции, титульный лист решает практическую задачу: отличает книгу от прочих, служит источником для библиографического описания.

## История
Первые печатные книги не имели титульного листа. Название книги (довольно обширное, как правило) и имя автора сообщались на первой странице, но никак не отделялись от текста. Сведения о печатнике, месте и времени издания размещались в колофоне, в конце книги.
Уже в 1463 году Петер Шеффер, ученик Гутенберга, напечатал название книги папы Пия II «Bulla cruticiata» на отдельном листе. Эта страница считается первым печатным титульным листом. Петеру Шефферу приписывают и другие нововведения в книгопечатании: датировку, издательскую марку и др.
Другой вехой в истории титульного листа стал календарь Региомонтана, напечатанный Эрхардом Ратдольдтом в 1476 году. Первую страницу с названием, годом издания и именем автора украсила ксилографическая рамка с листьями и вазами. Такая «композиция с рамкой» оказала большое влияние на последующее книгопечатание и историю титульного листа.
В русской книге титульный лист появляется в 1580 году, когда Иван Федоров печатает в Остроге Новый Завет и Библию. Для титульного листа «Острожской Библии» он использовал ту же ксилографию с триумфальной аркой, которая обрамляла фронтиспис в «Московском Апостоле» 1564 года.

## Классификация
Перед разворотом, на котором расположен титул, может быть помещён авантитул, или выходной лист, на котором кратко дублируются некоторые титульные данные книги: наименование серии, название издательства, издательская марка. Заголовки крупных разделов книги, помещённые на отдельных страницах, называются шмуцтитулами, или вспомогательными титулами.

### По структуре[1]
- однополосный (одинарный) — занимает одну страницу книги. На одном развороте с одинарным титулом (на левой полосе) может помещаться фронтиспис;
- двухполосные:
  - разворотный — используется в многотомных и серийных изданиях; располагается на двух смежных страницах книжного разворота. На левой странице (контртитуле) размещаются сведения, относящиеся ко всему изданию или ко всей серии в целом, на правой странице (основном титуле) — относящиеся к данному тому или данной книге. Если титул данного типа используется в переводном издании, слева на развороте помещается титульный лист на языке подлинника, справа — на языке перевода;
  - распашной — занимает две смежные страницы книжного разворота, но, в отличие от разворотного, представляет собой в графическом отношении единую плоскость: текст и другие графические элементы на левой странице разворота не повторяются на правой.

### По композиции
Хотя количество различных композиций титульного листа бесконечно и не подчиняется каким-то правилам, можно, с долей условности, выделить некоторые типы. Так, Б. В. Валуенко приводит три главные композиционные схемы построения однополосных симметричных титулов:
1. Текст титульного листа равномерно и полностью заполняет плоскость наборной полосы, как в книгах XVI—XIX веков.
2. Текст титульного листа разделен на три группы; первая (имя автора) располагается по верхнему полю, вторая (заглавие книги) — по принципу золотого сечения, третья (место и год издания) — по нижнему полю.
3. Текст титульного листа разделен на две группы, расположенные по верхнему и нижнему полю полосы.

## Галерея
- Календарь Региомонтана. Венеция, Эрхард Ратдольт, 1476
- Гипнэротомахия Полифила. Венеция, Дом Альда, 1499
- «О строении человеческого тела» Везалия. Базель, Иоганн Опорин, 1543
- Библия короля Якова. Лондон, Роберт Баркер, 1611
- «Первое фолио» Шекспира. Лондон, Уильям и Айзек Джаггарды и Эдвард Блунт, 1623
- Сочинения Вергилия. Бирмингем, Джон Баскервилл, 1757.
- Титульный лист к «Новой комедии» Моратина-младшего. Типограф Джамбаттиста Бодони, 1796.